# Повторювач

Бездротовий ретранслятор

Повторювач, ретранслятор або репі́тер (англ. repeater) — це мережеве обладнання для підсилювання сигналу. Призначений для збільшення відстані мережного з'єднання шляхом повторення електричного сигналу «один на один».

Поганий сигнал зв'язку може бути реальною проблемою для звичайного користувача, так і для бізнесу – коли потрібно передати цінну інформацію, дати схвалення на проведення будь-якої операції чи закупівлі, немає доступу до мережі стільникового зв'язку або сигнал постійно переривається. Цю проблему можна вирішити встановленням ретранслятора.
Система посилення зв'язку працює в такий спосіб. Приймальна антена приймає слабкий сигнал і через кабель передає його приймач ретранслятора. Рівень і сила підсилення повністю залежить від моделі репітера. Після ретранслятор, усуває спотворення та перешкоди в сигналі. І через антену, що передає, випромінює посилений сигнал.
Ретранслятори бувають наступних видів:
- широкосмуговий
- смуговий
- канальний
- оптичний
- лінійний

Вищевказані види ретрансляторів виконують ту саму функцію, але мають свої особливості та сфери застосування.

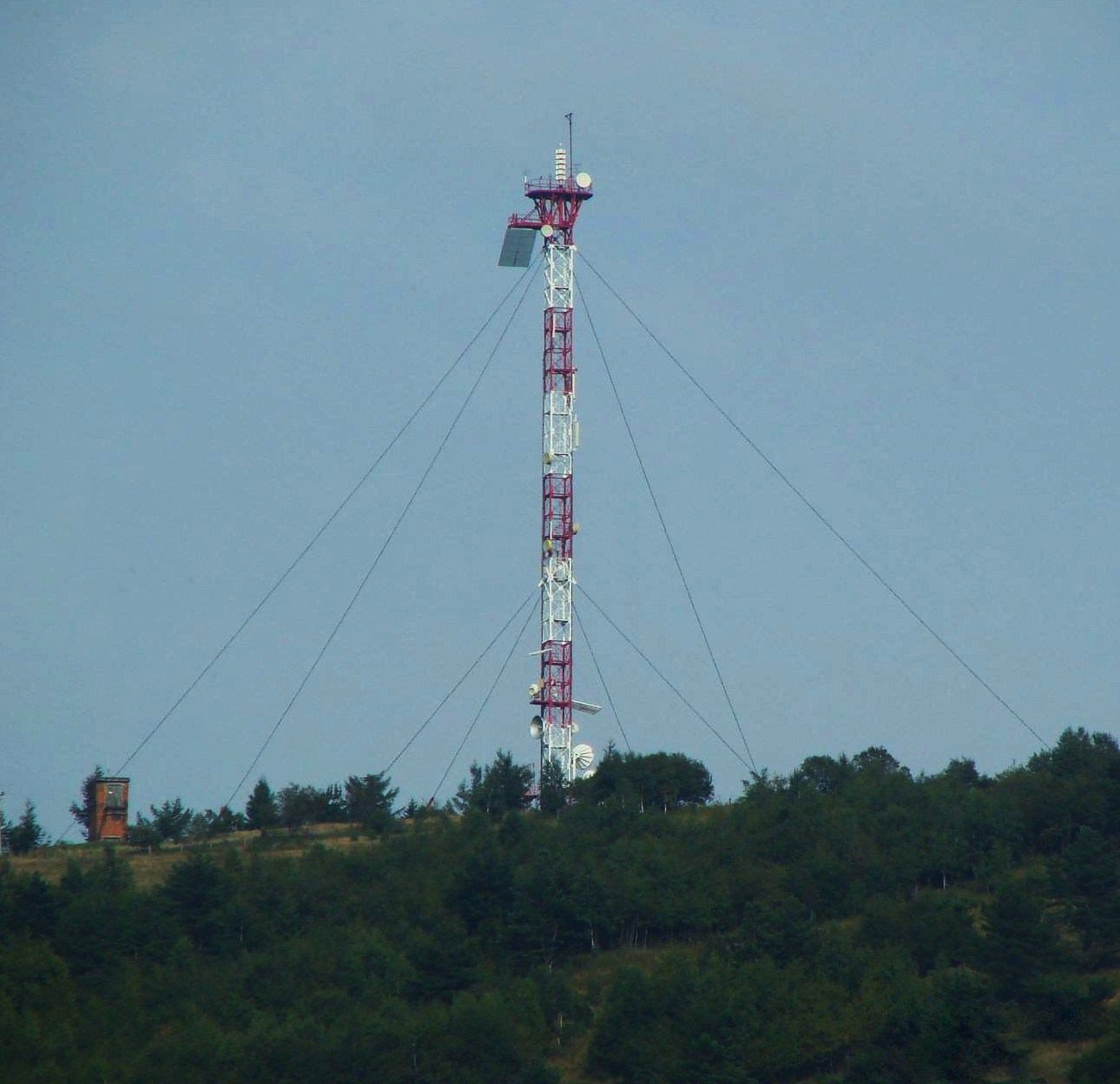
підбужський ретранслятор. на горі Городище

## Процес
У термінах моделі OSI працює на фізичному рівні. Одним з перших завдань, яке стоїть перед будь-якою технологією транспортування даних, є можливість їх передачі на максимально велику відстань. Фізичне середовище накладає на цей процес своє обмеження — рано чи пізно потужність сигналу падає, і приймання стає неможливим. Але ще більше значення має те, що спотворюється «форма сигналу» — закономірність, відповідно до якої миттєве значення рівня сигналу змінюється в часі. Це відбувається внаслідок того, що дроти, за якими передається сигнал, мають власну ємність і індуктивність. Електричні і магнітні поля одного провідника наводять Ерс в інших провідниках (довга лінія).
Для високочастотних цифрових сигналів не використовується звичне для аналогових систем посилення сигналу, тому що зі збільшенням відстані спотворення швидко порушують цілісність даних. В таких ситуаціях застосовується повтор сигналу. При цьому пристрій на вході має приймати сигнал, далі розпізнавати його первинний вигляд, і генерувати на виході його точну копію. Така схема в теорії може передавати дані на які завгодно великі відстані (якщо не враховувати особливості розподілу фізичного середовища).

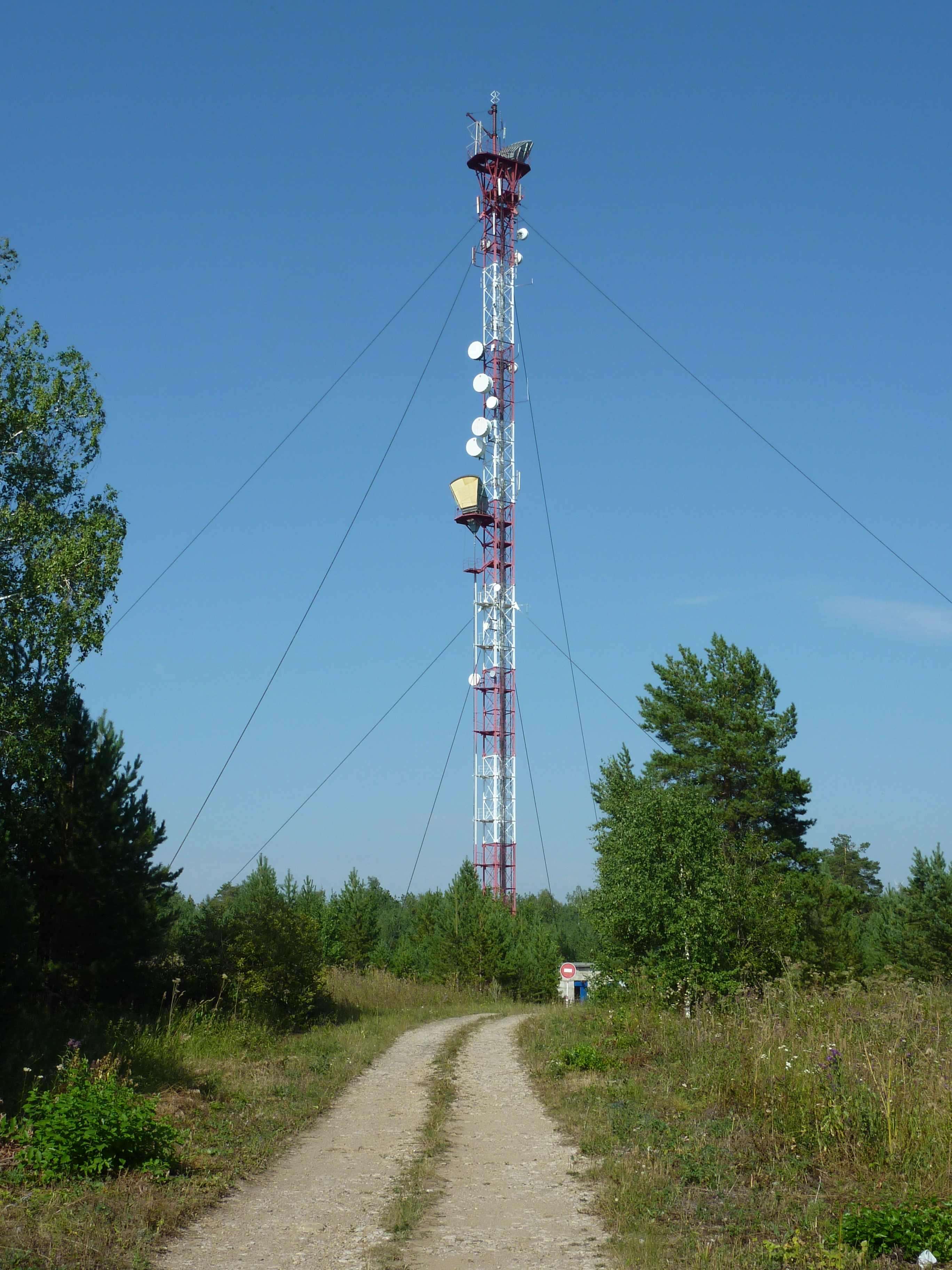
Ретранслятор

## Використання

### Радіозв'язок
Ці пристрої використовуються в радіозв'язку та в стільниковому зв'язку в зонах слабого сигналу або в зонах відсутності сигналу (так званих «мертвих зонах») — це зони віддалені від базової станції, або зони, які мають перешкоди для проникнення сигналу (метрополітен, підвальні приміщення тощо).
Бездротові охоронні системи
Ретранслятори розширюють зону під охороною і дають ще більше свободи у виборі місць встановлення пристроїв системи безпеки. Під’єднання до ReX 2 Jeweller всіх або частини пристроїв гарантує безпеку та автоматизацію бізнес-центру, складського комплексу, великого маєтку чи масштабного виробництва.
У системі Ajax можуть працювати 5 ретрансляторів, що розширюють покриття радіомережі до 35 км2. Події та тривоги надходять миттєво, а перший знімок фотоверифікації буде доставлено на пульт моніторингу та користувачам усього за 10 секунд.

### Комп'ютерні мережі
Повторювачі використовуються у дротових комп'ютерних мережах для продовження лінії з'єднання на більші відстані.
Спочатку в Ethernet використовувався коаксіальний кабель з топологією «шина», і потрібно було з'єднувати між собою лише кілька великих сегментів. Для цього зазвичай використовувалися повторювачі (repeater), що мали два порти. Трохи пізніше з'явилися багатопортові пристрої, звані концентраторами (concentrator) або хабами (hub). Їх фізичний сенс точно такий же, але відновлений сигнал транслюється на всі активні порти, крім того, з якого прийшов сигнал.
З появою протоколу 10baseT (звитої пари) для уникнення термінологічної плутанини багатопортові повторювачі для витої пари стали називатися мережевими комутаторами, а коаксіальні — повторювачами (репітерами). Ці назви добре прижилися і використовуються в наш час[коли?] дуже широко.

## Типи повторювачів
Залежно від типів сигналів, які вони регенерують, ретранслятор можна розділити на 2 категорії:
1. Аналогові повторювачі – вони можуть посилювати аналоговий сигнал.
2. Цифрові повторювачі — можуть відновити спотворений сигнал.

Залежно від типів мереж, які вони з'єднують, ретранслятори можна розділити на 2 типи:
1. Дротові – вони використовуються в провідних локальних мережах.
2. Бездротові – вони використовуються у бездротових локальних та стільникових мережах.

Залежно від домену локальних мереж, до яких вони підключаються, ретранслятори можна розділити на 2 категорії:
1. Локальні – вони поєднують сегменти локальної мережі, розділені невеликою відстанню.
2. Видалені – вони з'єднують локальні мережі, які знаходяться далеко одна від одної.

Існує 2 типи ретрансляторів Wi-Fi з точки зору діапазонів сигналів, які вони можуть використовувати. Це одно діапазонні та дводіапазонні. Це пов'язано з тим, що сигнал Wi-Fi потрапляє до будь-якого з двох різних діапазонів: 2,4 ГГц та 5 ГГц. Одно діапазонний ретранслятор дозволяє посилювати мережу Wi-Fi, що передається тільки на частоті 2,4 ГГц. Він пропонує більш якісне покриття мережі, але швидкість не буде дуже високою, тому що він працює на протоколах, що дозволяють досягти 600 Мбіт/с в ідеальних умовах мережі.
Дводіапазонний повторювач дозволяє посилювати мережі Wi-Fi 2,4 ГГц та 5 ГГц. Останній пропонує набагато вищу швидкість з'єднання, більше 1000 Мбіт/с, але має менше покриття, ніж у однодіапазонних моделей. Дуже важливо перевірити підключення до інтернету та вирішити, який тип розширювача Wi-Fi вам найбільше підходить. Якщо вам не вистачає сили сигналу або діапазону, це буде вирішальним фактором під час вибору ретранслятора. Проте варто відзначити, що більшість повторювачів Wi-Fi останніх моделей є дводіапазонними.

## Переваги та недоліки
Можна виділити такі позитивні особливості даних пристроїв:
- вони прості в установці та можуть легко збільшити довжину або зону покриття мереж.;
- рентабельність;
- ретранслятори не потребують особливого обслуговування, хіба що у разі погіршення продуктивності;
- можуть з'єднувати сигнали за допомогою різних типів кабелів.

Недоліки:
- повторювачі не можуть з'єднувати різні мережі;
- вони не можуть відрізняти фактичний сигнал від шуму;
- вони не можуть зменшити мережевий трафік або перевантаження;
- більшість мереж мають обмеження кількості ретрансляторів, які можна встановити.[3]

## Основні характеристики Wi-Fi повторювачів
На ринку ви знайдете повторювачі Wi-Fi за різними цінами. Навіть у нижньому ціновому діапазоні надійні продукти дозволяють підключатися до мережі Wi-Fi 2,4 ГГц. Однак у них може бути певна необхідна вам функціональність. Тому дуже важливо провести дослідження, щоб вибрати ту модель, яка вам потрібна, але не переплатити.
Є різні моделі ретрансляторів з безліччю різних функцій. Функція, доступна в одній моделі, може бути відсутньою в іншій. Тому дуже важливо вивчити функції, доступні в інших продуктах, і вибрати ту, яка найкраще відповідає вашим вимогам.
Ось деякі з найбільш поширених функцій, які ви, ймовірно, знайдете на більшості повторювачів Wi-Fi, і їх значення:
1. Швидкість. З погляду технічних параметрів ретранслятори Wi-Fi різняться за швидкістю.
2. Підтримка двох діапазонів Wi-Fi: 2,4 та 5 ГГц (дводіапазонний).
3. Підтримка специфікацій 802.11ac, що забезпечують передачу даних зі швидкістю до 1,3 Гбіт/с (як RP-AC66) і більше, що дозволяє одночасно керувати кількома потоками даних в обох напрямках. Найпотужніші повторювачі Wi-Fi, такі як AC2100, дозволяють передавати до 1,73 Гбіт/с на 5 ГГц та до 300 Мбіт/с на 2,4 ГГц.
4. Тридіапазонна підтримка: деякі дорожчі повторювачі Wi-Fi поєднують канал 2,4 ГГц з двома каналами 5 ГГц, таким чином підтримуючи 3 канали.
5. Підтримка MU-MIMO: такий повторювач дозволяє підтримувати постійний бездротовий сигнал при одночасному керуванні чотирма пристроями без шкоди швидкості кожної передачі даних.
6. Підтримка формування сигналу: ця функція дозволяє спрямовувати сигнал у певну область, а не розповсюджувати його у всіх напрямках. Якщо посилення сигналу потрібне лише у певній частині будівлі, ця функція може бути суттєвою перевагою.
7. Порти Ethernet: деякі пристрої, які не підтримують підключення до Wi-Fi, можуть бути підключені до ретранслятора безпосередньо за допомогою кабелю Ethernet. Тому може бути зручним, якщо ретранслятор має порти RJ-45.
8. Підтримка функції «3-в-1». Завдяки наявності декількох портів Ethernet ви можете використовувати повторювачі Wi-Fi з підтримкою «3-в-1» як міні-маршрутизатори та точки доступу. Іншими словами, ви можете підключити репітер до дротової мережі за допомогою кабелю Ethernet. Таким чином, передача даних на клієнтські пристрої, підключені через Wi-Fi, і з них буде керуватися висхідним потоком через кабель Ethernet. Завдяки цьому повторювач Wi-Fi можна безпосередньо підключити до мережного комутатора або портів Ethernet на стіні.
9. Порти USB: деякі ретранслятори Wi-Fi також мають порти USB для підключення периферійних пристроїв без функцій локальної мережі, таких як старі принтери.
10. Кнопка WPS: ця кнопка дозволяє миттєво підключити повторювач Wi-Fi до основного бездротового маршрутизатора. Натискання кнопки WPS на репітері, а потім і на маршрутизаторі дозволяє пристрою автоматично отримати конфігурацію бездротової мережі та підключитися до неї без ручного введення будь-яких параметрів, таких як SSID (ім'я точки доступу) та пароля.
11. Підтримка WPA2/WPA: якщо конфігурація пристрою включає параметр для налаштування WPA2/WPA, це означає, що він є більш безпечним. Це стандарти шифрування, які захищають трафік даних через повторювач.
12. Індикатори, які допомагають визначити місцезнаходження: Wi-Fi-пристрій не слід встановлювати надто далеко від маршрутизатора, інакше бездротове мережне з'єднання буде нестабільним та ненадійним. Світлодіоди, які зазвичай присутні на передній панелі повторювача, вказують області, в яких сигнал все ще прийнятний. Отже, саме там і потрібно підключати повторювач, щоби розширити зону покриття.
13. Підтримка створення Mesh-мереж: Mesh-мережі дозволяють налаштувати бездротову мережу, в якій кожен вузол діє як повторювач, тим самим розширюючи зону покриття сигналу. Повторювачі цього типу Wi-Fi забезпечують максимальне покриття без необхідності заміни маршрутизатора. Більше не потрібно буде налаштовувати мережу, щоб вибирати, до яких мереж Wi-Fi ви хочете підключитися на різних пристроях, оскільки пристрої автоматично переключатимуться з маршрутизатора на повторювач Wi-Fi при переміщенні з однієї області в іншу.
14. Функція інтелектуального роумінгу: дозволяє бездротовим клієнтським пристроям завжди підключатися до найсильнішого сигналу Wi-Fi.[3]